# فیلیپ جوریچیچ
فیلیپ جوریچیچ (سیریلیک صربی: Филип Ђуричић؛ زادهٔ ۳۰ ژانویهٔ ۱۹۹۲) بازیکن فوتبال اهل صربستان است.
از باشگاه‌هایی که در آن بازی کرده‌است می‌توان به باشگاه فوتبال ساوت‌همپتون، باشگاه فوتبال سمپدوریا، باشگاه فوتبال ماینتس ۰۵، باشگاه فوتبال ساسولو، باشگاه فوتبال هیرنفین، باشگاه فوتبال بنفیکا، و باشگاه فوتبال اندرلشت اشاره کرد.
وی همچنین در تیم‌های ملی فوتبال زیر ۲۱ سال صربستان و صربستان بازی کرده‌است.